# Microdon investigator
Microdon investigator är en tvåvingeart som beskrevs av Hull 1937. Microdon investigator ingår i släktet myrblomflugor, och familjen blomflugor.
Artens utbredningsområde är Filippinerna. Inga underarter finns listade i Catalogue of Life.